# Jean-François Caron (homme fort)
Pour les articles homonymes, voir Jean-François Caron et Caron.
Jean-François Caron, né le 29 juin 1982 à Les Hauteurs, dans le Bas-Saint-Laurent, est un homme fort canadien pratiquant la force athlétique.

## Force athlétique
Caron détient le record du monde pour le soulevé de terre pour la WPA Powerlifting organization. Caron a soulevé 850 livres (385 kg) au soulevé de terre le 14 mars 2010 au championnat provincial à Sherbrooke dans la catégorie des 308 livres (140 kg), lorsqu'il ne pesait que 280 livres (127 kg).

## L'Homme le plus fort du monde
Caron participe à huit reprises au concours The World's Strongest Man (L'Homme le plus fort au monde) : en 2008, 2011, 2012, 2014, 2015, 2016, 2017 et 2018. Il atteint la finale en 2012 et 2014, 2015, 2016, et 2017. Lors de la qualification en 2012, il devance l'Américain Derek Poundstone.
Il terminera la finale en huitième place au classement général en 2012, onzième en 2014, sixième en 2015, et à la cinquième place en 2016, 2017 et 2018, quatrième place en 2019 et sur le podium en troisième position en 2020.

## L'Homme le plus fort au Canada
Jean-François gagne le titre de L'Homme le plus fort au Canada huit fois consécutives de 2011 à 2019, dépassant la marque de Hugo Girard.

## La league des Champions d'Hommes forts
Caron termine deuxième durant les événements de la Strongman Champions League (en) au Canada et en Lettonie en 2011. Il a terminé deuxième durant les finales de la SCL à Sarajevo le 7 février 2012, et finit quatrième du championnat 2011/2012.

## L'Homme fort de l'Amérique du Nord
En 2012, Caron remporte le titre de L'Homme le plus fort en Amérique du Nord après avoir terminé second les deux années précédentes.
En 2018, il termine cinquième au Arnold strongman classic.